# Nikolai Gerassimowitsch Pomjalowski

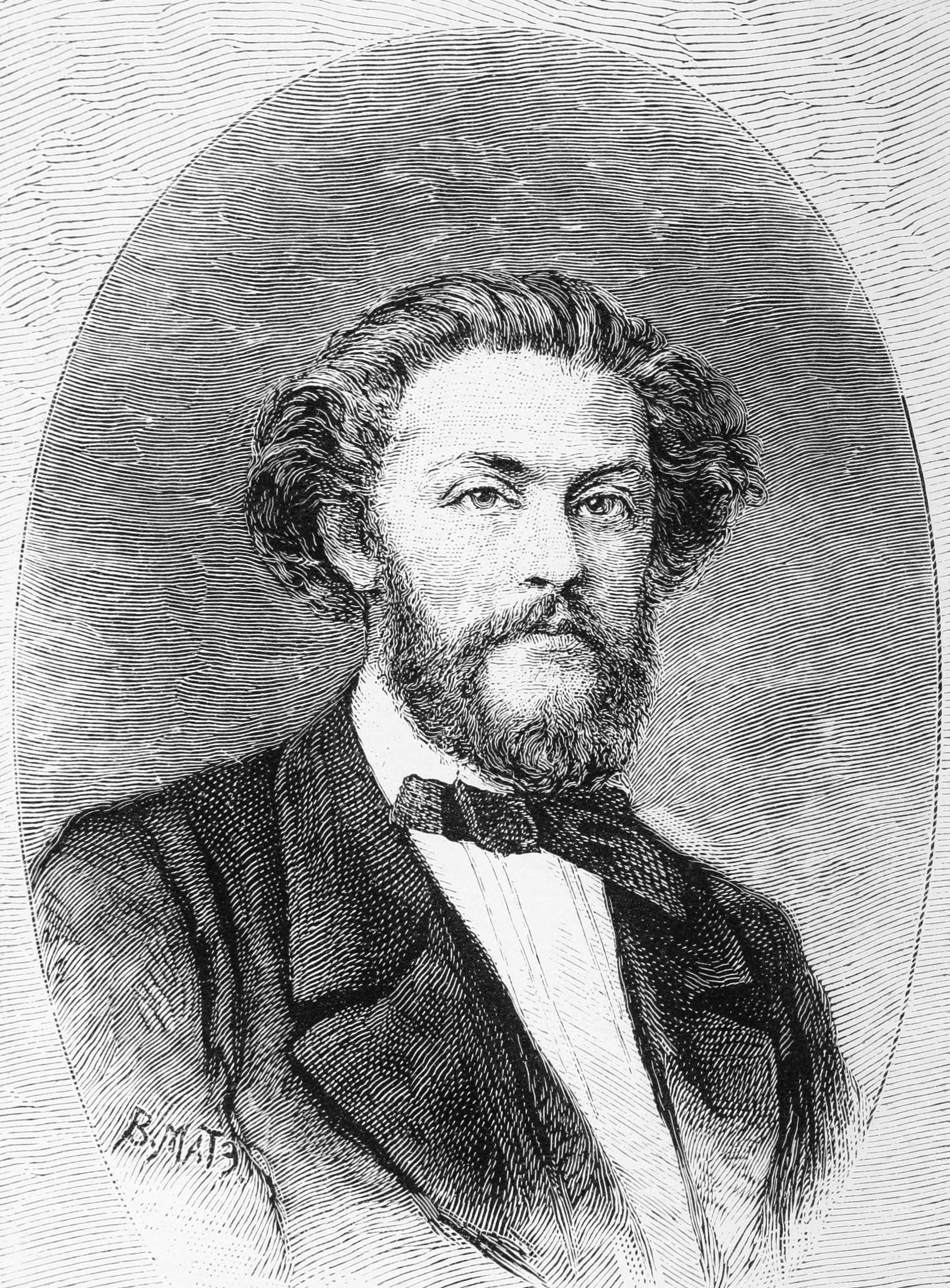
Nikolai Pomjalowski

Nikolai Gerassimowitsch Pomjalowski (russisch Николай Герасимович Помяловский; * 11. April 1835 in Sankt Petersburg; † 5. Oktober 1863 ebenda) war ein russischer Schriftsteller.

## Leben
Nikolai Pomjalowski, dritter Sohn eines 1851 verstorbenen Sankt Petersburger Diakons, besuchte 1843 bis 1851 ein Priesterseminar und schlug darauf im Alexander-Newski-Kloster bis 1857 die Priesterlaufbahn ein.
Nach Abschluss des Priesterseminars im Jahr 1857 fand Pomjalowski keine Anstellung, wohnte bei der Mutter, betätigte sich als Hilfsgeistlicher und gab zu Hause Unterricht. Pädagogisch begabt, unterrichtete er ab 1858 in einer Sankt Petersburger Sonntagsschule. Seine erste Publikation – eine Prosaskizze – erschien 1859. Pomjalowski wurde wandte sich der materialistischen Philosophie zu und wurde während seiner Zusammenarbeit mit dem Sowremennik von Tschernyschewski gefördert. 1861 publizierte er die Romane „Kleinbürgerglück“ und „Molotow“, durch die er bekannt wurde.
Von 1857 bis 1863 wohnte Nikolai Pomjalowski auf dem Sankt Petersburger Maloochtinski-Prospekt 24. Er starb an einer Fuß-Nekrose.

## Prosawerk
- 1855 Machilow (Махилов)
- 1858 Wukol (Вукол)
- 1859 Daniluschka (Данилушка)
- 1861 Dolbnja (Долбня)
- 1861 Kleinbürgerglück (Мещанское счастье)
- 1861 Molotow (Молотов)
- 1862 Andrei Fedorytsch Tschebanow (Андрей Федорыч Чебанов)
- 1863 Poretschane (Поречане)[A 1]
- 1863 Bursa-Skizzen, auch Skizzen aus der Pfarrschule (Очерки бурсы, unvollendet)[A 2]

## Gedenken
- Eine Pomjalowski-Straße gibt es in Sankt Petersburg[1], Lipezk, Magnitogorsk, Woronesch, Irkutsk und in Basarny Karabulak.
- 1960–1970 verkehrte ein Dampfschiff namens N. G. Pomjalowski auf der Linie Moskau-Ufa[2].

## Zitat
Maxim Gorki in seinen Werkstattgesprächen: „Ich glaube, daß drei Schriftsteller … mein Verhältnis zum Leben geprägt haben: Pomjalowski, Gleb Uspenski und Leskow … Er [Pomjalowski] ist als erster gegen die alte adlige Literaturkirche aufgetreten und hat als erster verlangt, alle Teilnehmer des Lebens zu studieren – die Bettler, Feuerwehrleute, Ladenbesitzer, Landstreicher …“

## Deutschsprachige Übersetzungen
- Nikolai Pomjalowski: Kleinbürgerglück. Molotow. Deutsch von Wilhelm Plackmeyer. 310 Seiten. Aufbau-Verlag, Berlin 1981 (1. Aufl.)